# Rye (New Hampshire)
Rye – miejscowość w stanie New Hampshire, w hrabstwie Rockingham.